# Claudine Komgang
Claudine Komgang-Fotsing est une athlète camerounaise, spécialiste du 400 mètres, née le 21 avril 1974.

## Carrière
En 1998, elle participe aux Jeux du Commonwealth, sur les épreuves de relais. Elle termine 6e du 4 × 100 m (45 s 26) et 5e du 4 × 400 m (3 min 35 s 50).
Elle participe aux championnats du monde pour la première fois en 1999. Elle est éliminée en demi-finale du 400 m (51 s 73) et du 4 × 400 m (3 min 33 s 51, record du Cameroun).
En 2000, elle devient championne d'Afrique du 400 m en 51 s 35. Quelques semaines plus tard, elle participe aux Jeux olympiques de Sydney. Elle réalise le 8e temps du premier tour (51 s 74) mais elle est ensuite éliminée en quart de finale (51 s 57).

### Palmarès
| Date | Compétition            | Lieu          | Résultat | Épreuve   | Performance   |
| ---- | ---------------------- | ------------- | -------- | --------- | ------------- |
| 1996 | Championnats d'Afrique | Yaoundé       | 2e       | 4 x 400 m | 3 min 40 s 5  |
| 1998 | Championnats d'Afrique | Yaoundé       | 3e       | 4 x 400 m | 3 min 33 s 85 |
| 1998 | Jeux du Commonwealth   | Kuala Lumpur  | 6e       | 4 × 100 m | 45 s 26       |
| 1998 | Jeux du Commonwealth   | Kuala Lumpur  | 5e       | 4 × 400 m | 3 min 35 s 50 |
| 1999 | Jeux africains         | Johannesbourg | 3e       | 4 x 400 m | 3 min 33 s 28 |
| 2000 | Championnats d'Afrique | Alger         | 1re      | 400 m     | 51 s 35       |
| 2000 | Championnats d'Afrique | Alger         | 1re      | 4 x 400 m | 3 min 32 s 89 |
| 2000 | Championnats d'Afrique | Alger         | 3e       | 4 x 100 m | 46 s 97       |

### Records
Elle a détenu le record du Cameroun du 4 × 400 m, performance réalisée en demi-finale des championnats du monde 1999, en 3 min 33 s 51, avec Mireille Nguimgo, Myriam Léonie Mani et Stéphanie Nicole Zanga. Le record actuel est détenu par Mireille Nguimgo, Carole Kaboud Mebam, Delphine Atangana et Hortense Bewouda en 3 min 27 s 08.
Le 1er juillet 2000, elle bat le record national du 400 m en 50 s 73. Il ne tiendra que quelques semaines, battu par Mireille Nguimgo en 50 s 69 le 13 août.
| Épreuve | Performance | Lieu   | Date             |
| ------- | ----------- | ------ | ---------------- |
| 400 m   | 50 s 73     | Mexico | 1er juillet 2000 |